# Habenaria aviculoides
Habenaria aviculoides är en orkidéart som beskrevs av Oakes Ames och Charles Schweinfurth. Habenaria aviculoides ingår i släktet Habenaria och familjen orkidéer. Inga underarter finns listade i Catalogue of Life.